# Alogismus
Der Alogismus (griechisch: Unvernunft, Widersinn) ist eine moderne Kunstrichtung und ein aphoristisches Stilmittel, der einen unlogischen Sachverhalt ausdrückt oder eine Überlegung darstellt, die sich selbst oder der Logik widerspricht. Ein bekannter rhetorischer Alogismus ist die Aussage „Nachts ist es kälter als draußen.“
Der Alogismus ist nicht zu verwechseln mit einem Oxymoron oder Paradoxon, da diese Stilmittel einen konkreten Zusammenhang wiedergeben, der einen tatsächlichen Gegensatz beinhaltet.

## Bildende Kunst

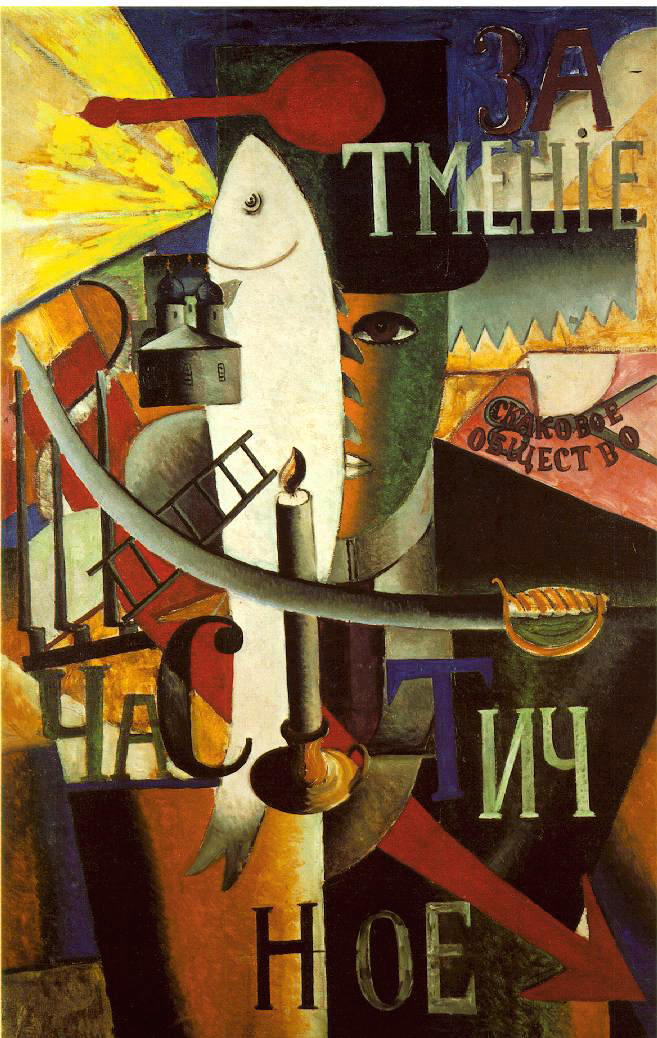
Malewitsch: Ein Engländer in Moskau (1914)

Der Maler Kasimir Malewitsch hat zusammen mit anderen Künstlern diesen zwischen Kubismus und Dadaismus angesiedelten Begriff zwischen 1911 und 1913 in der bildenden Kunst etabliert.
In der Malerei stellt der Alogismus die dritte Phase des Suprematismus dar. Bei sogenannten alogischen Bildern steht dabei die „alogische Gegenüberstellung von Zahlen, Buchstaben, Wortfragmenten und mimetisch wiedergegebenen Figuren und Dingen im Vordergrund“. Das Ziel dieser Kunstrichtung entbehrt dabei nicht einer gewissen Selbstironie und Komik, da der Künstler mit einem derartigen Werk ganz offenkundig darauf abzielt, den Versuch, die Realität in einem Bild darzustellen, als nutzlos zu klassifizieren.
Zu den Werken der alogischen Malerei zählen zum Beispiel „Kuh und Violine“ (1913) oder „Ein Engländer in Moskau“ (1914) von Kasimir Malewitsch.